# Calathocratus caucasicus
Calathocratus caucasicus is een hooiwagen uit de familie kaphooiwagens (Trogulidae).